# UNO

Korten i UNO.

UNO är ett kommersiellt amerikanskt kortspel som spelas med en särskild Uno-kortlek med 112 kort. Uno uppfanns år 1971 av Merle Robbins och var väldigt populärt på 1980-talet och 1990-talet. Själva spelet liknar Vändåtta med flera traditionella kortspel.
Uno har fått sitt namn av spanskans ord för etta - uno, som ska sägas när man har ett kort kvar. Man får endast säga uno när man lagt ner sitt näst sista kort.

## Specialkort
I UNO finns det utöver de numrerade korten 5 typer av specialkort som används under spelet:
- Vänd: Byter håll på spelordningen, så det blir spelaren före igen.
- Stopp: Spelaren efter får stå över sin tur. Om flera stoppkort läggs samtidigt hoppar man över lika många spelare som kort.
- Dra Två: Spelaren efter måste ta upp två kort och stå över sin tur.
- Byt Färg: Spelaren som lagt kortet väljer valfri färg som gäller, även nuvarande färg kan väljas.
- Byt Färg & Dra Fyra: Spelaren som lagt kortet väljer färg samtidigt som nästa spelare måste plocka upp fyra kort och stå över sin tur.